# 尼克兰迪亚
尼克兰迪亚是巴西戈亚斯州的一个市镇。总面积9843.17平方公里，总人口36963人，人口密度3.8人/平方公里。